# Моторизованная дивизия вермахта

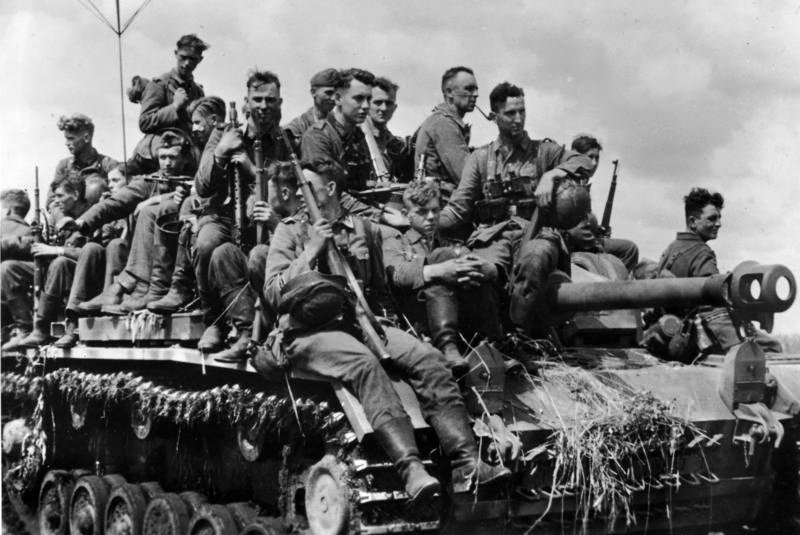
Немецкие мотопехотинцы на штурмовом орудии в районе Курска, июнь 1943

Моторизованная дивизия (нем. Panzergrenadier-Division), также танково-гренадерская или танкогренадерская дивизия — моторизованное тактическое соединение (дивизия) сухопутных войск и войск СС в нацистской Германии в годы Второй мировой войны.
Сокращённое наименование в немецком языке: PzGren-Div, например 1. PzGren-Div.

## Вермахт
С началом механизации частей вермахта, пехотные дивизии переформировывались в моторизованные дивизии (infanterie-division (motorisiert)), где в качестве транспорта использовались грузовики. Они стали относиться к роду быстрых войск (Schnelle Truppen). В апреле 1943 года они были включены в состав танковых войск (Panzertruppen). Моторизованные дивизии были переименованы позже в «танково-гренадерские», хотя они не полностью были оснащены бронетранспортёрами в моторизованных батальонах и не имели больших танковых сил в отличие от танковых дивизий (лишь 1 танковый батальон), и в отличие от пехотных дивизий имели только два моторизованных полка вместо трёх пехотных и два лёгких артиллерийских дивизиона вместо трёх, таким образом были слабее по количеству пехоты и артиллерии.

## Состав дивизии
Состав 3-й моторизованной дивизии на 28 июня 1942.

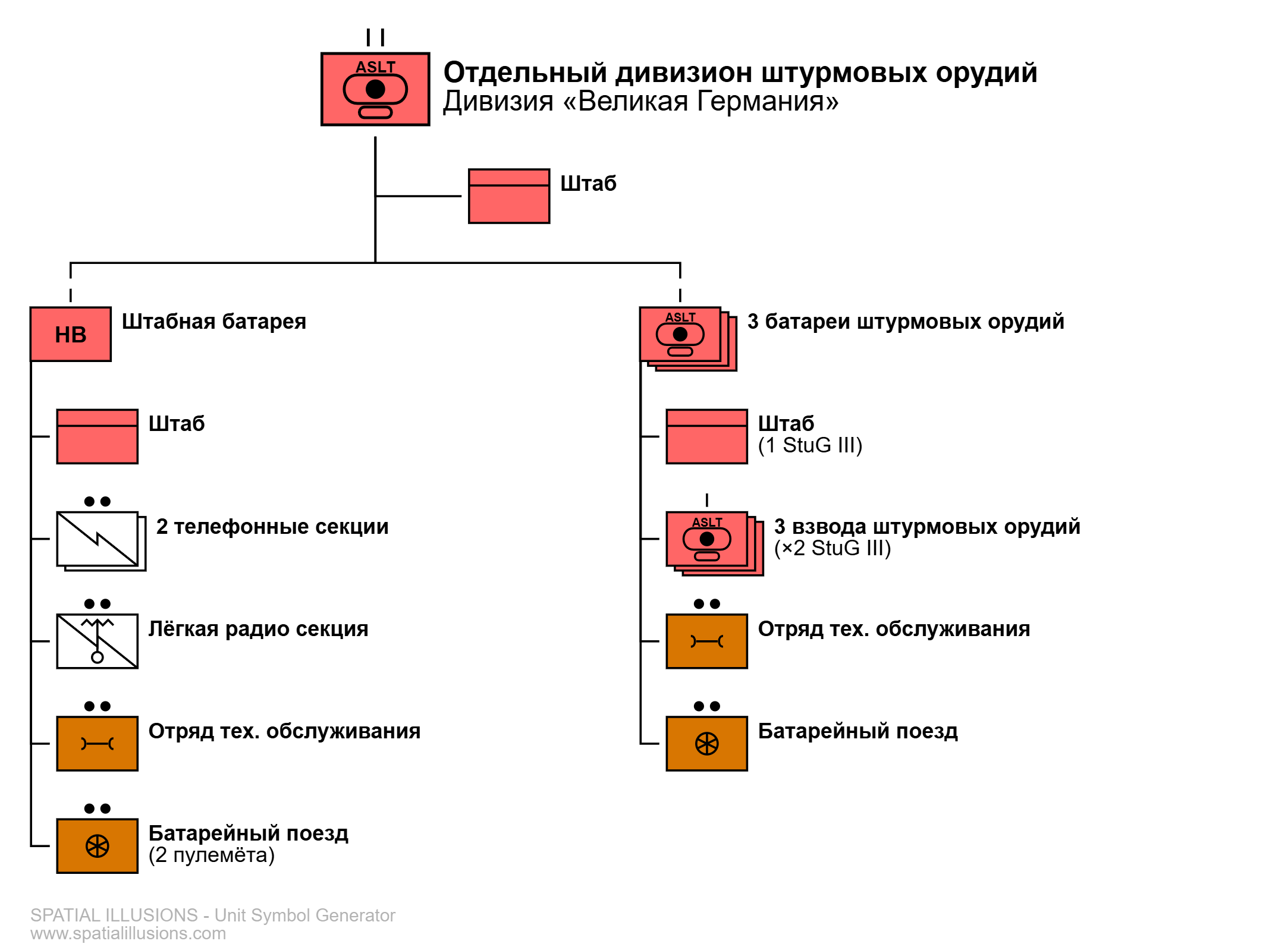
Отдельный дивизион штурмовых орудий дивизии «Великая Германия», 28 июня 1942.

Дивизия «Великая Германия», 28 июня 1942.

Состав моторизованной дивизии в 1943 году:
- управление (Divisionsstab mit Kartenstelle)
- 1-й моторизованный полк (Grenadier-Regimenter (motorisiert))
- 2-й моторизованный полк (Grenadier-Regimenter (motorisiert))
- артиллерийский полк (Artillerie-Regiment (motorisiert)) (включащий два лёгких и один тяжёлый артиллерийский дивизион)
- танковый батальон или дивизион штурмовых орудий (Panzer- oder Sturmgeschütz-Abteilung)
- противотанковый артиллерийский дивизион (Panzerjäger-Abteilung (motorisiert))
- зенитный артиллерийский дивизион (Heeres-Flakartillerie-Abteilung)
- разведывательный батальон (Panzeraufklärungs-Abteilung)
- сапёрный батальон (Pionier-Bataillon (motorisiert))
- батальон связи (Nachrichten-Abteilung (motorisiert))
- полевой запасной батальон (Panzergrenadier-Feldersatz-Bataillon)
- взвод полевой жандармерии (моторизованный) (Feldgendarmerie-Trupp (motorisiert))
- оркестр (Musikkorps)
- дивизионные части снабжения (Divisionsnachschubführer mit)
  - санитарная команда (sanitätstruppe)
  - административный отряд (Verwaltungstruppe)

Однако в ходе войны зачастую было невозможно формировать дивизии полного состава, поэтому часто подразделений было значительно меньше.
Состав моторизованной дивизии в 1944 году:
- Управление дивизии:
  - Штаб (2 ручных пулемёта)
  - Оркестр
  - Картографический отряд
  - Отряд военной полиции (2 ручных пулемёта)
- 2 моторизованных полка:
  - Штаб и штабная рота:
    - Взвод связи
    - Противотанковый взвод (3 75-мм Pak 40 & 3 ручных пулемёта)
    - Мотоциклетный взвод (6 ручных пулемётов)

  - 3 моторизованных батальона:
    - Штаб
    - Рота материального обеспечения
    - 3 пехотные роты (×4 станковых пулемёта, 18 ручных пулемёта, 2 80-мм миномёта)
    - 1 тяжёлая рота:
      - Штаб
      - Зенитный артиллерийский взвод (6 20-мм зениток)
      - Миномётный взвод (4 120-мм миномётов)

  - Батарея пехотных орудий (4 150-мм sIG 33 и 4 ручных пулемёта)
  - Инженерная рота (3 взвода, 2 станковых и 12 ручных пулемётов, 2 80-мм миномётов, 18 огнемётов)
- Артиллерийский полк
  - Штаб и штабная батарея (2 ручных пулемёта)
  - 1-й гаубичный артиллерийский дивизион
    - Штаб и штабная батарея (2 ручных пулемёта, 3 20-мм орудия)
    - 3 гаубичные батареи (×6 105-мм leFH, 4 ручных пулемёта)

  - 2-й гаубичный артиллерийский дивизион
    - Штаб и штабная батарея (2 ручных пулемёта, 3 20-мм орудия)
    - 3 гаубичные батареи (×6 105-мм leFH, 4 ручных пулемёта)

  - 3-й смешанный артиллерийский дивизион
    - Штаб и штабная батарея (2 ручных пулемёта, 3 20-мм орудия)
    - 2 гаубичные батареи (×6 150-мм sFH, 4 ручных пулемёта)
    - Пушечная батарея (6 100-мм пушек, 4 ручных пулемёта)
- Отдельный дивизион штурмовых орудий:
  - Штаб и штабная батарея (3 4×20-мм САУ, 3 ручных пулемёта и 3 StuG)
  - 3 батареи штурмовых орудий (×14 штурмовых орудий)
  - Рота технического обслуживания
  - Рота материального обеспечения
- Отдельный противотанковый дивизион:
  - Штаб и штабная батарея (6 ручных пулемётов)
    - Взвод штурмовых орудий (3 StuG)

  - Противотанковая батарея (12 75-мм Pak 40, 12 ручных пулемётов)
  - 2 роты штурмовых орудий (×14 StuG)
  - Смешанная рота материального обеспечения (3 ручных пулемёта)
- Отдельный зенитный артиллерийский дивизион
  - Штаб и штабная батарея (2 ручных пулемёта)
  - 2 зенитные артиллерийские батареи (×4 88-мм ЗУ, 3 20-мм ЗУ, 2 ручных пулемёта)

либо:
- Лёгкая зенитная артиллерийская батарея (9 37-мм ЗУ, 4 ручных пулемёта, 3 20-мм ЗСУ)

или:
- Самоходная зенитная артиллерийская батарея (11 20-мм ЗСУ)
- Колонна материального обеспечения

- Отдельный разведывательный батальон:
  - Штаб и штабная рота (3 ручных пулемёта)
  - Взвод связи (7 ручных пулемётов)
  - 3 разведывательных роты (×2 80-мм миномёта, 4 станковых & 9 ручных пулемётов)
  - Рота инженерной разведки
    - Штаб (4 ручных пулемёта)
    - Инженерный взвод (4 ручных пулемёта)
    - Миномётный взвод (6 80-мм миномёта)

  - Колонна материального обеспечения (3 ручных пулемёта)
- Отдельный инженерный батальон
  - Штаб
  - 3 инженерные роты (×18 ручных пулемётов, 2 80-мм миномёта)
  - Лёгкая рота мостоукладчиков (3 ручных пулемёта)
- Отдельный батальон связи
  - Штаб
  - Телефонная рота (5 ручных пулемёта)
  - Радио рота (6 ручных пулемёта)
  - Колонна материального обеспечения (2 ручных пулемёта)
- Отдельный батальон полевого пополнения
  - 4 роты (×50 ручных и 12 станковых пулемётов, 6 80-мм и 2 120-мм миномётов, 1 75-мм орудие, 1 20-мм зенитное орудие, 2 огнемёта, 1 105-мм гаубица)
- Отдельный батальон материального обеспечения
  - Штаб (2 ручных пулемёта)
  - 3 120-тонных транспортные роты (×4 ручных пулемёта)
  - Конная 60-тонная транспортная рота (4 ручных пулемёта)
  - Рота технического обслуживания
- Дивизионные части обеспечения:
  - 2 роты материального обеспечения (×3 ручных пулемёта)
  - 75-тонная колонна технического обеспечения
  - 2 медицинские роты
  - Рота медицинского материального обеспечения
  - Рота питания:
    - Хлебопекарный взвод
    - Мясной взвод
    - Административный взвод

### Состав штаба и штабной роты моторизованного полка
Штаб
- 1 командир полка (офицер): 1 пистолет
- 1 адъютант полка: 1 пистолет-пулемёт
- 1 офицер по боеприпасам: 1 пистолет-пулемёт
- 1 полковой автотранспортный офицер: 1 пистолет
- 1 офицер: 1 пистолет
- 1 полковой связист: 1 пистолет
- 1 боевой писарь (сержант): 1 винтовка
- 1 командир транспортного средства (сержант): 1 пистолет-пулемёт и 1 Sd.Kfz. 2
- 1 водитель полугусеничного транспорта: 1 винтовка и 1 Sd.Kfz. 251/3 с 1 пулемётом
- 3 посыльных: 3 винтовки и 3 Sd.Kfz. 2
- 3 водителя: 3 винтовки и 3 четырехместных легких пассажирских автомобиля
- 1 водитель полугусеничной машины: 1 винтовка и 1 Sd.Kfz. 251/3 с 1 пулемётом

Штабная рота:
- Штаб:
  - 1 командир роты (офицер): 1 пистолет
  - 1 сержант-медик: 1 пистолет (ездит в Sd.Kfz. 2)
  - 1 посыльный: 1 винтовка и 1 Sd.Kfz. 2
  - 1 санитар (ассистирует сержанту-медику): 1 пистолет и 1 Sd.Kfz. 2
  - 1 водитель: 1 винтовка и 1 легкий четырёхместный пассажирский автомобиль
- 1-й (разведывательный) взвод:
  - 1 командир взвода (офицер): 1 пистолет-пулемёт
  - 1 замкомандира взвода (сержант): 1 пистолет
  - 3 посыльных: 3 винтовки и 3 Sd.Kfz. 2
  - 2 водителя: 2 винтовки и 2 легких четырехместных пассажирских автомобиля
  - 2 группы:
    - 2 командира групп: 2 пистолета-пулемёта
    - 14 стрелков (включая 8 пулемётчиков): 10 винтовок, 4 пистолета и 4 ручных пулемёта
    - 12 водителей: 12 винтовок, 12 Sd.Kfz. 2
- 2-й взвод связи:
  - Командир взвода (штабной связист): 1 пистолет-пулемёт
  - 1 радист: 1 винтовка
  - 1 водитель полугусеничной машины: 1 винтовка и 1 Sd.Kfz. 251/3 с 1 ручным пулемётом и 1 пистолетом-пулемётом
  - 2 посыльных: 2 винтовки и 1 Sd.Kfz. 2
  - 3 радиста: 3 винтовки
  - 1-й (танковый) средний полевой кабельный отряд:
    - 1 командир (сержант): 1 пистолет-пулемёт или винтовка
    - 5 телефонистов (1 управляет ручным пулемётом на полугусеничном автомобиле и 1 ведет полугусеничный автомобиль):4 винтовки и 1 Sd.Kfz. 251/11 с 1 пистолетом-пулемётом и 1 ручным пулемётом

  - 2-й (танковый) средний полевой кабельный отряд: То же, что и 1-й
  - 2-й (танковый) лёгкий полевой кабельный отряд:
    - 1 командир (сержант): 1 пистолет-пулемёт
    - 3 телефониста (1 водит полугусеничный автомобиль и 1 управляет пулемётом на нём): 2 винтовки и 1 Sd.Kfz. 251/11 с 1 пулемётом и 1 пистолетом-пулемётом

  - 1-й (танковый) радио отряд:
    - 1 командир: 1 винтовка
    - 3 радиста: 2 винтовки, 1 Sd.Kfz. 251/3 с 1 пулемётом и 1 пистолетом-пулемётом

  - 2-й и 3-й (танковые) радио отряды: то же, что и 1-й
  - 1-й радио отряд:
    - 1 командир (сержант): 1 винтовка
    - 1 радист: 1 винтовка

  - 2-й и 3-й радио отряды: те же, что и 1-й
- Обслуживание транспортных средств:
  - 2 сержанта, 8 солдат: 9 винтовок, 1 пистолет-пулемёт, 1 четырёхместный легкий пассажирский автомобиль, 1 двухтонный грузовик, 1 трёхтонный грузовик.
- Полевой поезд:
  - 7 сержантов, 15 солдат: 18 винтовок, 4 пистолета, 1 легкий пулемёт, 2 легких четырехместных пассажирских автомобиля, 6 3-тонных грузовиков.
- Администрация:
  - 1 сержант, 3 солдата, 4 винтовки и 2 3-тонных грузовика.
- Багаж:
  - 2 сержанта, 5 солдат: 6 винтовок, 1 пистолет, 1 четырехместный легкий пассажирский автомобиль и 1 3-тонный грузовик.[5]

|                 | Офицеры | Унтер-офицеры | Солдаты |
| --------------- | ------- | ------------- | ------- |
| Штаб            | 6       | 3             | 11      |
| Штабная рота    |         |               |         |
| Штаб            | 1       | 1             | 3       |
| 1-й взвод       | 1       | 3             | 32      |
| 2-й взвод       | —       | 9             | 32      |
| Техобслуживание | —       | 2             | 8       |
| Полевой поезд   | —       | 7             | 15      |
| Администрация   | —       | 1             | 3       |
| Багаж           | —       | 2             | 5       |
| Всего           | 8       | 28            | 109     |

### Состав инженерной роты моторизованного полка
Штаб:
- 1 командир роты (офицер): 1 пистолет-пулемёт
- 1 командир роты (сержант): 1 пистолет-пулемёт
- 1 командир отделения транспортных средств (сержант) (в Sd.Kfz. 2): 1 пистолет-пулемёт
- 1 санитар (сержант): 1 пистолет
- 1 водитель полугусеничного транспорта (сержант): без личного оружия и 1 полугусеничный тягач Sd Kfz 251/3 с 1 подствольным пулемётом и 1 ручной пулемёт. пулемёт и 1 ручной пулемёт
- 1 радист: 1 винтовка
- 1 посыльный: 1 винтовка
- 2 водителя мотоциклов: 2 винтовки и 2 Sd.Kfz. 2
- 1 водитель мотоцикла для командира отделения: 1 винтовка и 1 Sd.Kfz. 2
- Отделение связи:
  - 1-е радио отделение:
    - 1 командир отделения (сержантский состав): 1 винтовка
    - 2 радиста (один служит водителем): 2 винтовки и 1 легкий четырехместный пассажирский автомобиль (Фольксваген)

  - 2-е радио отделение:
    - 1 командир (сержант): 1 винтовка
    - 2 радиста (1 — водитель): 2 винтовки и 1 легкий четырехместный пассажирский автомобиль (Фольксваген)

1-й взвод:
- 1 командир взвода (офицер): 1 пистолет-пулемёт
- 1 замкомандира взвода (сержант): 1 пистолет-пулемёт
- 1 посыльный: 1 винтовка
- 1 мотоциклист: 1 винтовка и 1 Sd.Kfz. 2
- 1 помощник мастера-оружейника (также обслуживает огнемёт): 1 пистолет
- 2 водителя: 2 винтовки, 1 легкий четырёхместный пассажирский автомобиль (фольксваген) и 1 3-тонный грузовик для огнемётов и взрывчатки
- 4 группы:
  - 4 командира групп (сержантский состав): 4 пистолета-пулемёта
  - 32 пионера (включая 8 пулемётчиков): 28 винтовок, 4 пистолета и 4 ручных пулемёта
  - 4 водителя: 4 винтовки и 4 2-тонных грузовика для перевозки инструмента для пионеров

2-й взвод: то же, что и 1-й взвод, но офицер заменён сержантом.
3-й (танковый) взвод
- 1 командир взвода (офицер): 1 пистолет-пулемёт
- 1 замкомандира взвода (сержант): 1 пистолет-пулемёт
- 1 водитель полугусеничного транспорта (сержант): без личного оружия и 1 полугусеничная машина Sd Kfz 251/17 с 1 пулемётом
- пистолетом-пулемётом, 1 20-мм зенитной пушкой
- 1 радист: 1 винтовка
- 1 мотоциклист-посыльный: 1 винтовка и 1 Sd.Kfz. 2
- 1 помощник мастера-оружейника (также обслуживающий огнемёт): 1 пистолет
- 1 водитель: 1 винтовка и 1 3-тонный грузовик для огнемётов и взрывчатки
- 3 группы:
  - 3 командира групп (сержантский состав) 3 пистолета-пулемёта
  - 33 пионера (включая 12 пулемётчиков) 27 винтовок, 6 пистолетов и 6 ручных пулемётов
  - 6 водителей полугусеничных машин: без личного оружия и 6 полугусеничных машин Sd.Kfz. 251/7

4-й (огнемётный) взвод:
- 1 командир взвода (офицер): 1 пистолет-пулемёт
- 5 командиров огнемётных отделений (сержанты): 5 пистолетов
- 1 водитель полугусеничного транспорта (сержант): без личного оружия и 1 полугусеничная машина Sd Kfz 251/16 с: 1 пистолетом-пулемётом и 1 легким пулемётом, пистолетом-пулемётом и 1 легким пулемётом
- 12 огнемётчиков: 12 винтовок
- 5 водителей полугусеничных машин: без личного оружия, 5 полугусеничных машин Sd Kfz 251/16 с 1 ручным пулемётом и: 1 пистолетом-пулемётом.
- 1 посыльный: 1 винтовка
- 1 мотоцикл-посыльный: 1 винтовка и 1 Sd.Kfz. 2
- 1 сопровождающий огнемёт: 1 винтовка
- Отделение
  - 1 командир отделения (сержант): 1 пистолет
  - 3 водителя грузовиков: 3 винтовки и 3 3-тонных грузовика с огнемётным топливом
  - 2 помощника водителей грузовиков: 2 винтовки
  - 1 прицеп для перевозки багажа весом 600 кг

Миномётная группа:
- 1 командир группы (сержант): 1 пистолет-пулемёт
- 2 командира отделения (сержанты): 2 винтовки
- 12 минометчиков: 6 винтовок, 6 пистолетов и 2 80-мм миномёта Mk 34
- 2 водителя грузовиков: 2 винтовки и 2 3-тонных грузовика

Пулемётная группа:
- 1 командир группы (сержант): 1 пистолет
- 2 капитана-оружейника (сержанты): 2 пистолета-пулемёта
- 10 пулемётчиков: 6 винтовок, 4 пистолета и 2 станковых пулемёта
- 2 водителя: 2 винтовки и 2 2-тонных грузовика

Обслуживание транспортных средств:
- 1 сержант, 4 солдата: 5 винтовок, 1 легкий четырехместный пассажирский автомобиль (Фольксваген) и 1 2-тонный грузовик

Полевой поезд:
- 5 сержантов, 15 солдат: 17 винтовок, 3 пистолета, 1 легкий четырёхместный пассажирский автомобиль (Фольксваген) и 8 3-тонных грузовиков.[6]

|                          | Офицеры | Унтер-офицеры | Солдаты |
| ------------------------ | ------- | ------------- | ------- |
| Командование             | 1       | 3             | 5       |
| Отделение связи          | —       | 1             | 5       |
| 1-й взвод                | 1       | 5             | 41      |
| 2-й взвод                | 1       | 6             | 41      |
| 3-й взвод                | 1       | 5             | 41      |
| 4-й взвод                | —       | 7             | 25      |
| Миномётная группа        | —       | 3             | 14      |
| Пулемётная группа        | —       | 3             | 12      |
| Техническое обслуживание | —       | 1             | 4       |
| Полевой поезд            | —       | 5             | 15      |
| Багаж                    | —       | 1             | 3       |
| Всего                    | 4       | 41            | 209     |

## Дивизии
Моторизованными дивизиями вермахта были 2, 3, 10, 13, 14, 15, 16, 18, 20, 25, 29, 36, 60, 90, а также именные «Бранденбург», «Фельдхернхалле», «Великая Германия», «Курмарк», «Сардиния» (до 6 июля 1943 года, затем переименована в 90-ю моторизованную дивизию), «Сицилия» (1 июля 1943 года переименована в 15-ю моторизованную дивизию)
Некоторые моторизованные дивизии, в частности, из войск СС, вроде «Лейбштандарт СС Адольф Гитлер», «Рейх» (позднее 2-я танковая дивизия СС «Рейх» с 1943 года), «Мёртвая голова» (позднее 3-я танковая дивизия СС «Мёртвая голова», с 1944 года), «Викинг» (позднее 5-я танковая дивизия СС «Викинг», с октября 1943 года), позже переформированы в танковые.